# Лёвендальдер

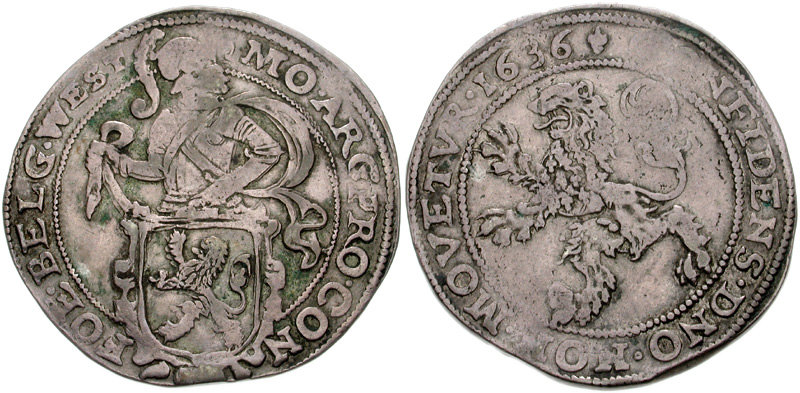
Львиный талер, лёвендальдер, левок, догт, асади-куруш, абу-кельб

Лёвендальдер, лёвендаальдер, львиный талер (нидерл. leeuvendaalder) — одна из первых разновидностей дальдера, чеканившаяся в Нидерландах в подражание немецким талерам. Первоначально выпускался для внутреннего обращения, но вскоре стал одной из наиболее известных торговых монет, получая локальные наименования: асади-куруш (в Турции), абу кельб (у арабов), лей (в Румынии), левок, левковый талер (в России), догт (в Северной Америке).

## История чеканки
Лёвендальдер выпущен Нидерландами в 1575 году во время войны за независимость от Испании, однако в отличие от прототипов был сравнительно низкопробным: чистый вес серебра — 20,736 г, общий — 27,648 г. На одной стороне монеты был изображён рыцарь в доспехах с гербовым щитом провинции, на другой — стоящий на задних лапах лев и круговая легенда (отсюда и пошло название монеты — львиный талер, лёведальдер). Выпускались также полулёвендальдеры (нидерл. Halve leeuwendaalder).
Первоначально монета выпускалась для внутреннего обращения, но вскоре только для торговли в Леванте. В Турции она называлась асади-куруш, у арабов — абу кельб («отец собаки», с собакой ассоциировался лев, изображённый на монете). Однако из этого региона их в конце концов вытеснил более высокопробный талер Марии Терезии. Монета также была популярна в Европе и Америке. В XVII веке по её образцу выпускались талеры в Эмдене, Бранденбурге, Инсбруке, Дании, Италии и других странах. Именно от лёвендальдера произошло наименование современных валют Румынии и Молдавии — лей. В России монета получила название «левок», «левковый талер». Отсюда же «левковое, низкопробное серебро». В Мэриленде монета называлась догт (от англ. dog — собака).
С 1581 года вместо низкопробного лёвендальдера, который стал торговой монетой, для внутреннего обращения Нидерланды начали чеканить рейксдальдеры (нидерл. rijksdaalder), которые были основаны на монетной стопе выпущенного в 1566 году немецкого рейхсталера.